# Tri-State Tornado
Tri-State Tornado – tornado, które 18 marca 1925 roku przeszło przez trzy amerykańskie stany: południowo-wschodnią część Missouri, południowy obszar Illinois i południowo-zachodnią część Indiany i wśród znanych przypadków jest uznawane za najbardziej ekstremalne tornado.
Potwierdzono 695 ofiar żywiołu, co czyni to tornado najbardziej śmiercionośnym w historii Stanów Zjednoczonych. Ścieżka tornada mierzyła ponad 352 km długości i była najdłuższym pasem zniszczeń pozostawionym przez tornado w dziejach pomiarów. Wir pozostawał przy ziemi przez rekordowe 3,5 godziny, a w pewnym momencie prędkość jego przemieszczania wynosiła 117 km/h (jedna z najwyższych w historii). Siłę żywiołu ocenia się na F5 w skali Fujity, chociaż wówczas ta skala jeszcze nie istniała.

## Tornado czy rodzina tornad?
W związku z niezwykłą długością ścieżki wiru (znacznie większą niż w przypadku innych zanotowanych dużych tornad) oraz z niższym poziomem wiedzy i mniejszymi możliwościami pomiaru w latach 20. pojawiły się wątpliwości, czy zniszczenia na takim obszarze zostały spowodowane przez jedno tornado, czy przez rodzinę tornad. Wiele dawnych tornad o długich ścieżkach okazywało się być rodziną kilku tornad, a nie jednym wirem. Hipotezy mówią również o cyklicznych superkomórkach, które rozwijały się jedna po drugiej i tworzyły serię tornad. Wówczas istniałyby przerwy w pasie zniszczeń. Jednak trwające wciąż badania nie ukazały żadnej wyraźnej luki w analizowanej ścieżce tornada i wskazują, że pas zniszczeń mógł być jeszcze o 25 kilometrów dłuższy niż początkowo sądzono. W związku z tym wciąż uznaje się długość ścieżki – równą 352 kilometrów – za zdecydowanie najdłuższą w historii pomiarów. Na całym szlaku tornada wykryto jedynie dwa punkty o nieco mniejszych zniszczeniach, co wciąż daje pewne prawdopodobieństwo, że była to jednak rodzina tornad.

## Niespotykana lokalizacja tornada
Tornado pojawiło się w pobliżu centrum niżu barycznego w chłodnym powietrzu, w przeciwieństwie do większości silnych tornad, które pojawiają się w ciepłym powietrzu przed frontem chłodnym, zwykle daleko na południe lub wschód od centrum układu niżowego. Tego dnia pojawiły się inne tornada w cieplejszym sektorze niżu, ale żadne z nich nie osiągnęło siły porównywalnej z omawianym tornadem.

## Trasa tornada

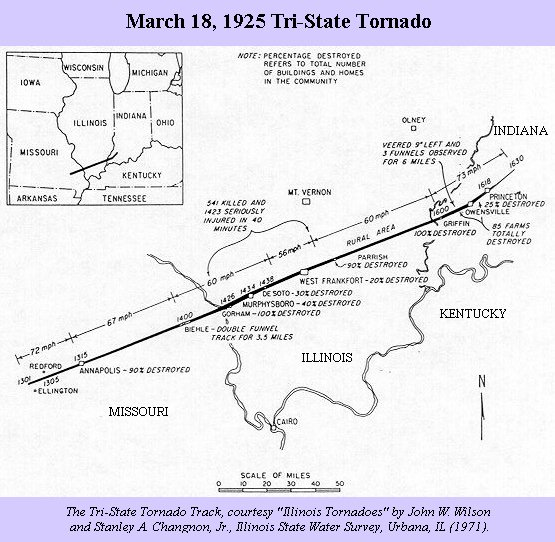
Trasa tornada

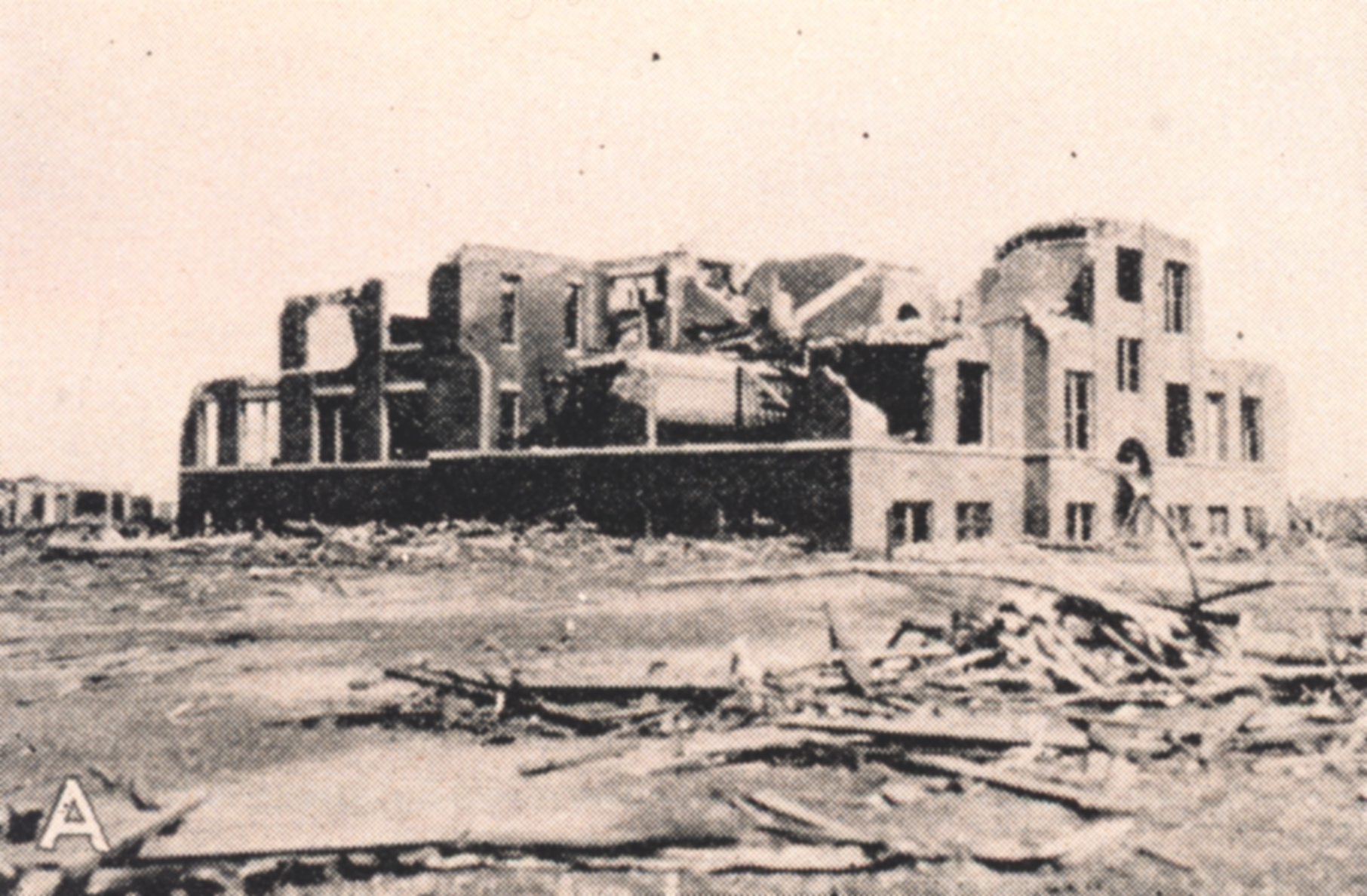
Ruiny szkoły w Murphysboro

### Missouri
Tornado pojawiło się o godzinie 13:00 czasu lokalnego, w okolicy miejscowości Ellington w stanie Missouri, zabijając jednego farmera. Dalej kierowało się na północny wschód i po przejściu przez południowo-zachodnie hrabstwa stanu przekroczyło rzekę Mississippi. W sumie spowodowało śmierć jedenastu osób w tym stanie.

### Illinois
Po przekroczeniu rzeki Mississippi tornado pojawiło się na południu stanu, powodując ogromne zniszczenia. O 2:30 po południu tornado zrównało z ziemią miasto Gorham, powodując śmierć 34 osób. W ciągu następnych 40 minut 541 osób zostało zabitych i ponad 1400 rannych, kiedy wir zdewastował miasta Murphysboro, De Soto, Hurst-Bush i West Frankfort, zostawiając pas zniszczeń szeroki na niemal 1,6 kilometra. W samym doszczętnie zniszczonym Murphysboro zginęły 234 osoby. W tym stanie śmierć poniosło ponad 600 ludzi. 

### Indiana
Po przekroczeniu rzeki Wabash wir pojawił się na południowym zachodzie stanu. Po przejściu przez miasto Griffin tornado uderzyło na miasto Princeton, niszcząc połowę miasta i powodując duże straty materialne. Zniknęło 15 km na północny wschód od Princeton po 3,5 godzinach destrukcji.